# São João de Maracanaú
O São João de Maracanaú, reconhecido como O Maior São João do Mundo. ocorre no município de Maracanaú, região metropolitana de Fortaleza. É uma das principais festas culturais tradicionais de São João no Brasil. O evento vem ganhando cada vez mais espaço e está incluído no calendário turístico do Ceará, oferecendo uma ampla gama de atividades para todos os públicos. 

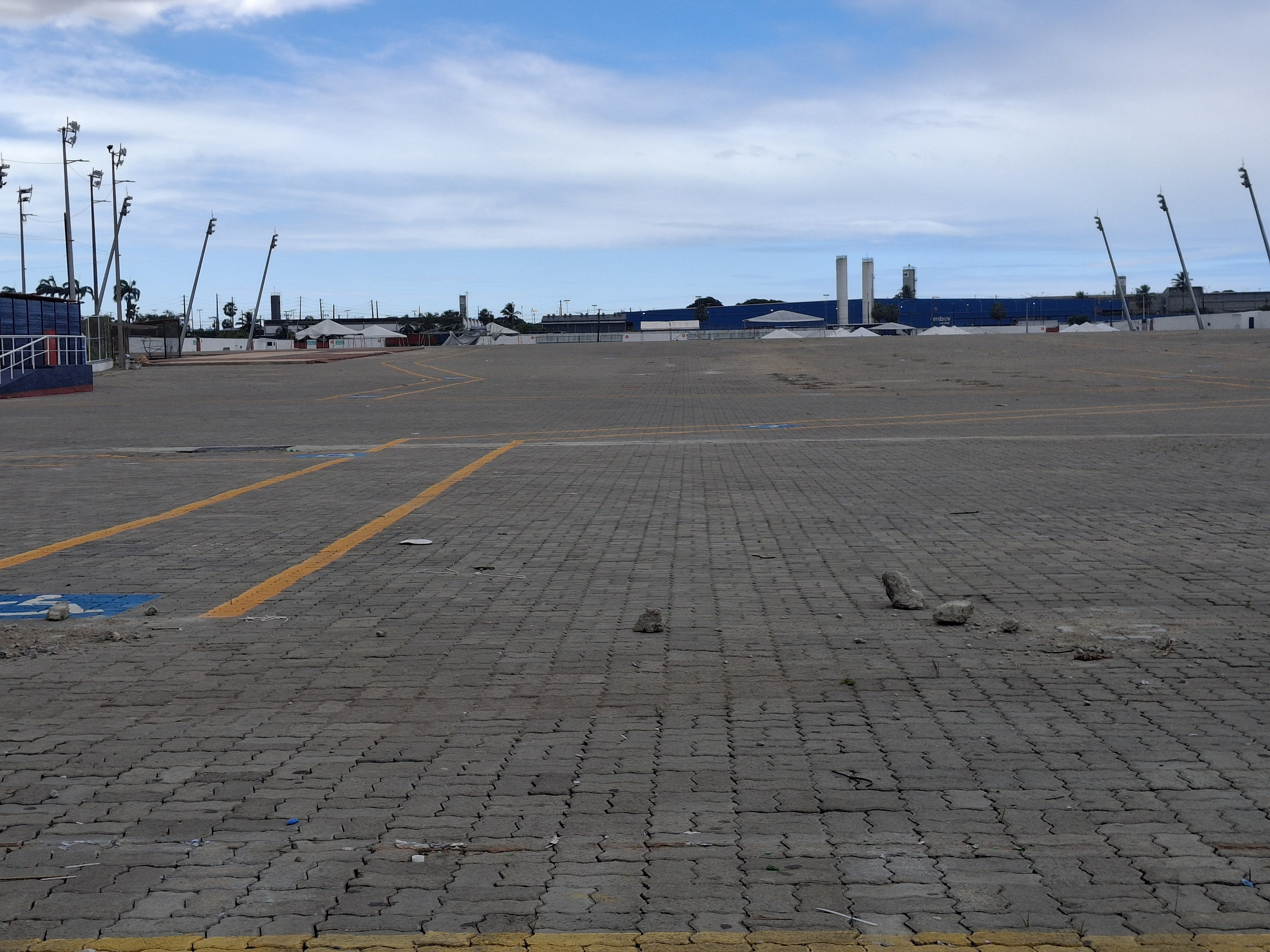
Parque de Eventos de Maracanaú

## História
Nos primeiros anos, o evento foi organizado diretamente pela Prefeitura de Maracanaú, que estruturou um festival inicial intitulado como Festival de Quadrilhas de Maracanaú e passou a oferecer suporte aos grupos participantes.
Em 1997, na gestão do prefeito Júlio César Costa Lima, houve uma tentativa de descentralização do festival, com a realização de etapas preliminares em diferentes pontos do município, deixando apenas a fase final no antigo Corredor da Folia. No entanto, essa mudança resultou em um enfraquecimento do evento.
Uma nova fase do festival teve início em 2005, quando o prefeito Roberto Pessoa decidiu mudar a localização para uma área próxima à Delegacia Metropolitana. Com essa reformulação, o evento ganhou nova dimensão ao incorporar grandes shows com artistas de renome nacional. Essa ampliação resultou no surgimento do "Mega São João de Maracanaú", que se consolidou como um dos maiores festejos juninos do Nordeste, mantendo-se forte durante as gestões seguintes, incluindo a do ex-prefeito Firmo Camurça.
Ao longo das décadas, o São João de Maracanaú se tornou um evento de grande relevância para a cultura e a economia local. Com milhares de visitantes todos os anos, o festival movimenta o turismo, gera empregos temporários e fortalece o comércio regional. Além das competições de quadrilhas juninas, a programação inclui apresentações musicais, feiras gastronômicas e exposições de artesanato.

## Modernização
Em 2024, o festival alcançou um novo patamar, elevando Maracanaú ao status de um dos principais destinos juninos do Nordeste. No mesmo ano, o prefeito Roberto Pessoa inaugurou o Parque de Eventos de Maracanaú, que passou a ser o local definitivo para a realização do São João do município. A estrutura conta com um espaço de 80 mil m², sendo um dos maiores e mais bem estruturados do Brasil. Com essa estrutura moderna e ampliada, o evento ganhou ainda mais visibilidade, reforçando seu papel como um dos maiores festejos populares do Brasil.